# Terzo di Aquileia
Terzo d'Aquileia es una localidad y comune italiana de la provincia de Udine, región de Friuli-Venecia Julia, con 2.928 habitantes.

## Evolución demográfica
| Gráfica de evolución demográfica de Terzo di Aquileia entre 1861 y 2001 |
|                                                                         |
| Fuente ISTAT - elaboración gráfica de Wikipedia                         |